# Milan Janša
Milan Janša (* 26. September 1965 in Jesenice) ist ein ehemaliger slowenischer Ruderer, der bis 1991 für Jugoslawien antrat.
Janša gewann bei den Junioren-Weltmeisterschaften 1983 zusammen mit Robert Krasovec die Silbermedaille im Zweier ohne Steuermann. 1984 belegte er mit dem Vierer ohne Steuermann den sechsten Platz bei den (inoffiziellen) U23-Weltmeisterschaften. Ab 1985 trat Janša bei den Weltmeisterschaften in der Erwachsenenklasse an, erreichte aber in den Jahren 1985 bis 1987 jeweils nur das B-Finale in der Bootsklasse Vierer ohne Steuermann, auch bei den Olympischen Spielen 1988 belegte der jugoslawische Vierer in der Gesamtwertung nur den achten Platz. Seine erste Medaille in der Erwachsenenklasse gewann Milan Janša bei den Weltmeisterschaften 1989, die in seiner Heimat in Bled ausgetragen wurden. Zusammen mit Robert Krasovec und Steuermann Gorazd Slivnik erhielt er die Bronzemedaille im Zweier mit Steuermann. 1990 konnten Janša und Krasovec mit Steuermann Robert Erzen auch bei den Weltmeisterschaften in Tasmanien die Bronzemedaille gewinnen. Beim letzten Auftritt für Jugoslawien belegte Janša bei den Weltmeisterschaften 1991 den sechsten Platz im Zweier mit Steuermann.
1992 nahm Slowenien erstmals an Olympischen Spielen teil. Bei der Olympiaregatta 1992 gewann der slowenische Vierer ohne Steuermann mit Janez Klemenčič, Sašo Mirjanič, Milan Janša und Sadik Mujkič die Bronzemedaille hinter den Booten aus Australien und aus den Vereinigten Staaten. Mit dem slowenischen Vierer ohne Steuermann erreichte Janša 1994 den vierten Platz bei den Weltmeisterschaften, 1995 belegten die Slowenen den achten Platz. Bei den Olympischen Spielen 1996 saßen Denis Žvegelj, Klemenčič, Janša und Mujkič im slowenischen Vierer, der als viertes Boot hinter Australiern, Franzosen und Briten ins Ziel kam. Bei den Weltmeisterschaften 1997 belegte der slowenische Vierer erneut den vierten Platz.
Bei den Olympischen Spielen 2000 saß er wieder im slowenischen Vierer, der mit Klemenčič, Janša, Rok Kolander und Matej Prelog wie vier Jahre zuvor den vierten Platz belegte. Ein Jahr später gewannen die vier Slowenen bei den Weltmeisterschaften 2001 in Luzern die Bronzemedaille hinter Briten und Deutschen. 2002 belegte der slowenische Vierer wieder den vierten Platz im Weltmeisterschaftsfinale bei der letzten großen Regatta, an der Milan Janša teilnahm.
Der 1,90 m große Milan Janša ruderte für Veslaski Klub Bled.